# Tsunemi Kubodera
Tsunemi Kubodera (窪寺 恒己, Kubodera Tsunemi) (Nakano, 1951) é um cientista japonês especializado em lulas. Fotografou, pela primeira vez, a lula-gigante (Architeuthis dux) no ano de 2004, no litoral sul do Japão. Filmou, também pela primeira vez, uma lula-gigante viva com 8 metros de comprimento ao sul do Japão, em 2006.